# Rynek Wschodni

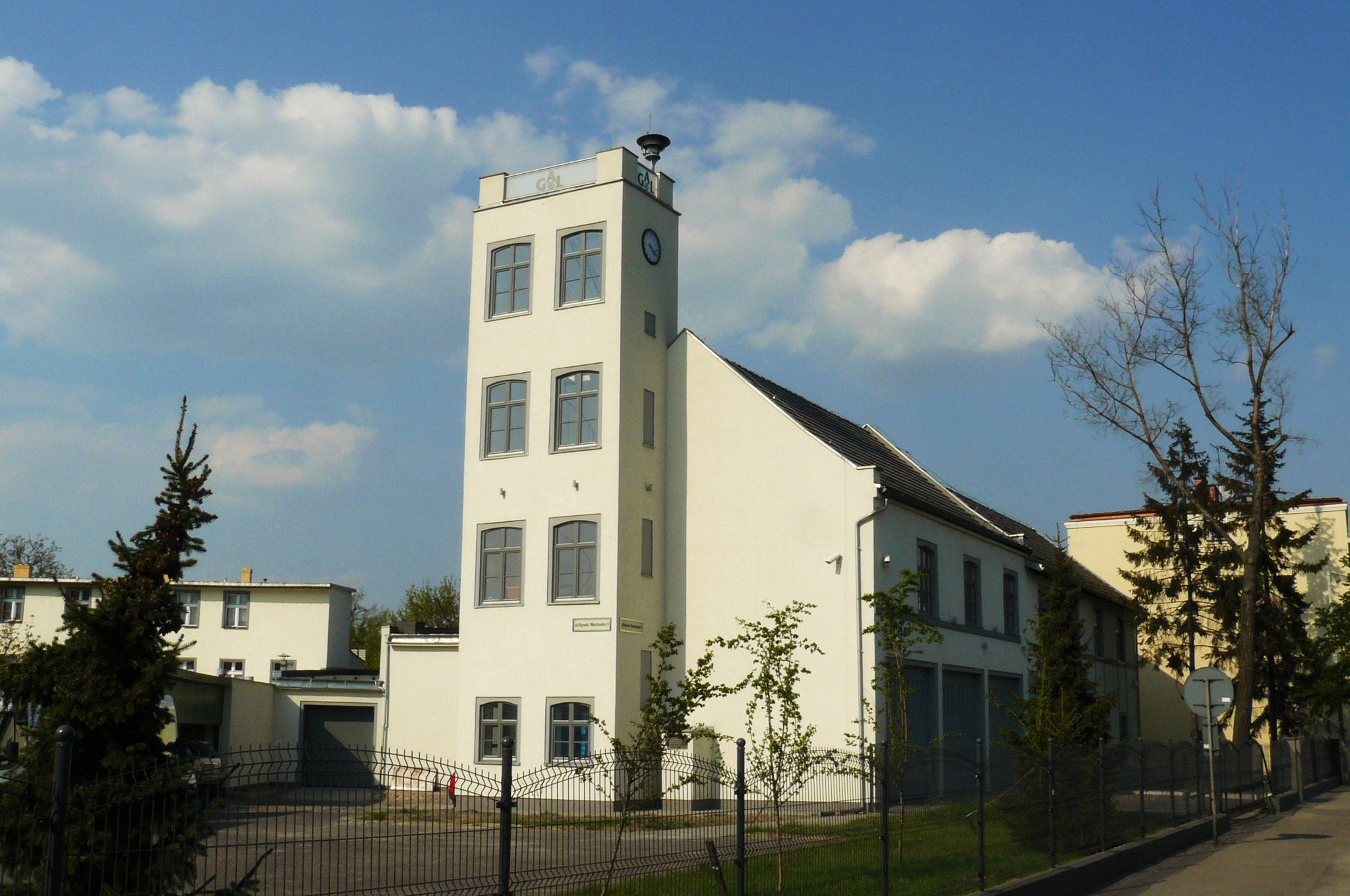
Strażnica pożarna na Rynku Wschodnim

Rynek Wschodni – centralny plac poznańskiej dzielnicy Główna, znajdujący się w ciągu (po stronie północnej) ulicy Głównej.

## Historia
Pierwsze projekty wytyczenia rynku na terenie dawnego folwarku biskupiego (patrz dzieje Głównej) pojawiły się z początkiem XX w. (1900 i 1908 – drugi projekt Juliusza Weidemanna – właściciela dużej lokalnej cegielni Hartwig & Weidemann Ziegelwerke). W 1909 Rada Gminy podjęła ostatecznie uchwałę o odkupieniu od oberżysty Kazimierza Schulza placu pod zorganizowanie rynku. Projekt urbanistyczny założenia wykonał A. Holnack. Północną, prawie całą wschodnią i zachodnią, pierzeje zabudowano dość szybko kamienicami. Południowa posiadała charakter gospodarczy, lecz z czasem i tutaj przyjęła się funkcja mieszkaniowa. Przy pokrytym cegłą klinkierową Rynku rozwijał się handel i usługi, a z czasem otoczyły go coraz okazalsze domy. W 1925 Główną włączono w granice Poznania.
W 1945 zabudowania wokół Rynku uległy poważnym uszkodzeniom i po wojnie nie zostały całkowicie odbudowane. W czasach PRL i po upadku komunizmu w 1989, Rynek Wschodni był jedną z najbardziej zaniedbanych części miasta. Na środku Rynku wybudowano m.in. blaszany supersam spożywczy.

## Niezrealizowane projekty rynków
W 1908 Julisz Weidemann (właściciel główieńskiej cegielni Hartwig & Weidemann Ziegelwerke i członek rady gminnej) zaproponował gminie odkupienie odeń terenów pomiędzy ulicami Młyńską, Główną i rzeką Główną. Na własny koszt sporządził on plan geodezyjny wytyczający na tych obszarach nowy rynek dla osady. Prostokątny rynek Weidemanna miał mieć 4050 m² i zaokrąglone narożniki. Prowadzić miało doń pięć ulic (w tym przedłużenia Mariackiej i Średniej). Przy okazji miano poszerzyć ulicę Nadolnik i Gdyńską. Na narożu ulic Mariackiej i Nadolnik miał powstać kościół, a przy Wiejskiej róg Krańcowej – dom nadzorcy wałów rzecznych. Do realizacji projektu nigdy nie doszło.
Innym niezrealizowanym projektem był rynek na parcelach należących do oberżysty Kazimierza Schulza z 1900. Ten rynek miał mieć powierzchnię 5091 m². Nieskuteczne pertraktacje co do budowy trwały kilka lat. 
Trapezowy w kształcie rynek dla Głównej zaproponował także geodeta Hinz 6 kwietnia 1908.

## Straż Pożarna
Z Rynkiem Wschodnim nierozerwalnie związane są dzieje główieńskiej straży pożarnej, której pierwszą strażnicę wybudowano przy ul. Smolnej róg Rynku Wschodniego (wtedy jeszcze niewytyczonego) w 1900. Była to straż ochotnicza. W czasie II RP (1925) strażnicę rozbudowano, a w 1926 straż przekształcono w organizację zawodową. W końcu lat 30. XX wieku przeniesiono oddział do nowej (obecnej) strażnicy na północno-wschodniej pierzei Rynku. W 1947 powstała obecna wieża do suszenia węży – bardzo charakterystyczny element architektoniczny, będący nieformalnym symbolem Rynku. Strażnica została wyremontowana w 2010 z przeznaczeniem na hurtownię medyczną.

## Zieleń
W 1932 powstała koncepcja organizacji zieleńca na terenie Rynku, ale projekt ten nie doczekał się realizacji. Do dziś zachowały się natomiast stare lipy przy południowej pierzei oraz zasadzone w 1946 topole. Około 2000 urządzono w północnej części Rynku niewielki zieleniec z trejażem i forsycjami. Jesienią 2018 dokonano odtworzenia na Rynku zieleni.

## Klimat kulturowy
Brak powojennej wizji urbanistycznej dla Rynku i całej Głównej (a właściwie brak realizacji projektu przekształcenia Głównej w blokowisko z 1963), spowodował, że dzielnica ta uległa poważnej degradacji architektonicznej i społecznej, ale z drugiej strony zachowała dawny, małomiasteczkowy klimat, charakterystyczny dla poznańskich przedmieść robotniczych (podobnie jak np. Praga w Warszawie).

## Komunikacja
Na Rynek Wschodni w 1930 dotarła ze Śródki pierwsza w Polsce linia trolejbusowa (zlikwidowana w latach 60. XX w.). Obecnie dojazd zapewniają liczne linie autobusowe MPK Poznań do przystanku Rynek Wschodni (linie 173, 185, podmiejskie i PKS). W pobliżu istnieje także dworzec kolejowy Poznań Wschód (dojście ulicą Harcerską).